# Loznitsa
Loznitsa, Loznitza of Loznica (Bulgaars: Лозница) is een stadje van circa 2.000 inwoners in het noordoosten van Bulgarije in de oblast Razgrad. Het is de hoofdplaats van de gelijknamige gemeente Loznitsa, bestaande. Tijdens de Ottomaanse bezetting heette deze plaats Kubadin (tot 1934). Loznitsa heeft op 4 september 1974 een stadsstatus gekregen; daarvoor was het officieel nog een dorp.

## Geografie
De gemeente Loznitsa is gelegen in het zuidelijke deel van de oblast Razgrad. Met een oppervlakte van 240,613 vierkante kilometer neemt het de voorlaatste plaats in van de 7 gemeenten van de oblast, oftewel 9,9% van het totale grondgebied. De grenzen zijn als volgt:
- het noordwesten - gemeente Razgrad;
- het noordoosten - gemeente Samoeil;
- het oosten - gemeente Chitrino, oblast Sjoemen;
- het zuiden - gemeente Targovisjte, oblast Targovisjte.

## Demografie
De bevolking bestaat uit een Bulgaarse meerderheid (66%) en een grote Turkse minderheid (28%). In de gemeente Loznitsa, bestaande uit de stad Loznitsa samen met de omringde vijftien dorpen, vormen Bulgaarse Turken echter wel de meerderheid (58%), met een grote Bulgaarse minderheid (37%). Op 31 december 2018 telde de stad 2.036 inwoners en de gemeente 8.375 inwoners.

### Religie
De laatste volkstelling werd uitgevoerd in februari 2011 en was optioneel. Van de 9.106 inwoners reageerden er 7.156 op de volkstelling. Van deze 7.156 respondenten waren er 5.143 moslim, oftewel 71,9% van de bevolking. Daarnaast was ongeveer 21% van de bevolking christelijk. De rest van de bevolking had een andere geloofsovertuiging of was niet religieus. 
| Religieuze samenstelling in februari 2011 | Religieuze samenstelling in februari 2011 | Religieuze samenstelling in februari 2011 | Religieuze samenstelling in februari 2011 | Religieuze samenstelling in februari 2011 |
| ----------------------------------------- | ----------------------------------------- | ----------------------------------------- | ----------------------------------------- | ----------------------------------------- |
|                                           |                                           |                                           |                                           |                                           |
| Bulgaars-Orthodoxe Kerk                   | Bulgaars-Orthodoxe Kerk                   |                                           | 20,81%                                    | 20,81%                                    |
| Katholieke Kerk                           | Katholieke Kerk                           |                                           | 0,13%                                     | 0,13%                                     |
| Protestantisme                            | Protestantisme                            |                                           | 0,04%                                     | 0,04%                                     |
| Islam                                     | Islam                                     |                                           | 71,87%                                    | 71,87%                                    |
| Geen                                      | Geen                                      |                                           | 1,76%                                     | 1,76%                                     |
| Anders/ Onbekend                          | Anders/ Onbekend                          |                                           | 5,39%                                     | 5,39%                                     |

## Nederzettingen
De gemeente Loznitsa bestaat uit de volgende nederzettingen:
| Plaats      | Cyrillisch  | Bevolking (31-12-2009) |
| ----------- | ----------- | ---------------------- |
| Loznitsa    | Лозница     | 2.409                  |
| Beli Lom    | Бели Лом    | 751                    |
| Tsjoedomir  | Чудомир     | 375                    |
| Gorotsvet   | Гороцвет    | 412                    |
| Gradina     | Градина     | 318                    |
| Kamenar     | Каменар     | 587                    |
| Krojatsj    | Крояч       | 143                    |
| Lovsko      | Ловско      | 700                    |
| Manastirsko | Манастирско | 166                    |
| Manastirtsi | Манастирци  | 301                    |
| Sejdol      | Сейдол      | 505                    |
| Sinja Voda  | Синя вода   | 878                    |
| Stoedenets  | Студенец    | 488                    |
| Trapisjte   | Трапище     | 589                    |
| Trabatsj    | Тръбач      | 188                    |
| Veselina    | Веселина    | 922                    |
| Totaal      |             | 9.732                  |

Bestuurlijk centrum: Razgrad
 Isperich - Koebrat - Loznitsa - Razgrad - Samoeil - Tsar Kalojan - Zavet